# Холография
Холографията (на гръцки: Όλος-holos – цял + γραφή-graphe – пиша) е метод, позволяващ да се запише и възстанови напълно вълновия фронт на вълна, разсеяна от обект, както по амплитуда, така и по фаза. Тя е науката, която се занимава със създаването на холограми – форма на изобразяване, която позволява записването и възпроизвеждането на триизмерни образи с помощта на лазер.
Холограма може да бъде наречена всяка дифракционна решетка (решетка от множество повтарящи се елементи, чиито размери са сравними с дължината на вълната и се наблюдава явлението дифракция), чиято структура не е задължително да бъде правилна и повтаряща се. Холограмите не е задължително да бъдат записани чрез интерференцията на два светлинни снопа. Те могат да бъдат синтезирани чрез компютър. Холограмите могат да бъдат записани чрез интерференция и четени от електронна изчислителна машина. Както това става при холографските памети и при филтрите за разпознаване на образи.
Холографската интерферометрия е интерференчен метод за регистриране интерференцията между две на вълни (най-разпространени са светлинните) – опорна и предметна. Дифрактиралите от обекта, осветен с кохерентна светлина (съгласувана по фаза, така че вълните за могат да интерферират), вълни представляват предметната вълна. Същия светлинен източник, с който е осветен обекта представлява опорната вълна, която е съгласувана по фаза с предметната вълна.
Холографската техника може да бъде използвана и за съхраняване и обработка на информация.

## Исторически бележки
Теорията на холографията е създадена през 1947 г. от унгарския учен Денис Габор и е случайно откритие, направено в хода на изследвания, провеждани с цел усъвършенстване на електронната микроскопия. В основата на откритието е методиката за възстановяване на вълновия фронт на светлината, отразена или преминала през обекта на изобразяване. Практически холографията се развива едва в началото на 60-те години на ХХ век, след създаването на лазерите, които са мощни източници на кохерентна светлина, необходима за получаване и възстановяване на холографските образи. Понастоящем се изработват и холограми, чиято информация се възстановява с помощта на бяла светлина. Те са конструирани за пръв път от Денисюк на базата на прилагане на методите на Липман (цветна фотография на черно-бяла фотографска плака) в холографията. Холограми в бяла светлина се използват и като осигурителни елементи на лични документи, кредитни карти и др. – това са т.нар. дъгови холограми. При възстановяване на записани холограми по метода на Денисюк с бяла светлина се наблюдава оцветяване на изображението в различни цветове, които не съвпадат с естествените цветове на обекта. Този факт се обяснява с различните условия на интерференция за различните дължини на вълната, от които е съставена бялата светлина.
Съществуват и цветни холограми. За тяхното записване се използва зелен, червен и син лазер, които създават три интерференчни картини върху холографската плака. За правилното възстановяване на цветни холограми се използват отново три лазера – син, зелен и червен, всеки от които възстановява съответната холограма за всеки основен цвят или ако са отражателни (записани по метода на Денисюк) възстановяването се извършва с бяла – некохерентна светлина.

### Физически принцип
Основава се на явлението интерференция на светлината. Две светлинни вълни интерферират и върху фотографска плака се записва както амплитудата (интензитета) на получената след интерференцията светлина вълна, така и нейната фаза. След експонирането на фотографския материал той се проявява. За да можем да наблюдаваме образа на записания обект трябва да осветим отново плаката с един от лъчите – наречен опорен. Опорният лъч при записа не идва от предмета. От предмета се разсейва другият лъч – наречен предметен.
Съществуват и така наречените „фазови“ холограми. При тях фотографската плака е напълно прозрачна. Записването води само до изменение на дебелината на фотографската плака в зависимост от интезитета на светлината по време на записването на холограмата. Изображението се възстановява от „дефазирането“ на опорния лъч от точките с различна дебелина подобно на дифракционната решетка. Фазовите холограми се отличават с по-високо качество и яркост.

### Фотографски материали, използвани за холографски запис
Принципно, материалите използвани за холографски запис не се различават особено от обикновените материали използвани за фотография, но има някои съществени различия в крайните параметри. Поради тази причина за целите на холографията се използват специално синтезирани фотоматериали.
В холографията, както и при фотографските снимки се използват материали на основата на сребърен халогенид (най-често сребърен бромид). При синтеза на фотографската емулсия съществува правопропорционална зависимост между големината на кристала на сребърния халогенид и светлочувствителността. Поради тези причина, за традиционната фотография се прилагат мерки за „растеж“ на кристалите на сребърния халогенид, за да се постигне високата им чувствителност позната от любителската фотография. В холографията обратно, необходими са мерки за избягване на големите сребърно-халогенидни кристали и стремежа те да бъдат възможно най-малки. Причината е, че за разлика от обикновеното фотографско изображение, където се записва проектираното с фотообектив плоско (двумерно) изображение директно върху фотоматериала в холографията се записва интерференчната картина между опорния сноп светлина и отразената от обекта „предметна“ светлина. При този процес е нужна разделителна способност от няколостотин до няколко хиляди линии на милиметър. Това е възможно само при беззърнести или с изключително малък размер зърнистост фотографски материали.
Освен класическите регистриращи среди изградени на основата на сребърен халогенид за целите на холографията са синтезирани и множество други материали – например на основата на бихромиран желатин, фотополимер и др.
Най-използвани от тях са регистриращите среди на основата на бихромиран желатин. Основно тяхно предимство е липсата на зърнистост и висока дифракционна ефективност. Поради това холограмите записани на основата на бихромиран желатин имат изключително висока яркост и качество. Съществен недостатък на бихромирания желатин е много ниската чувствителност в сравнение със сребърния халогенид – порядък и повече. Затова за запис на големи холографски изображения на основата на бихромиран желатин са нужни скъпи мощни лазери. Друг недостатък е чувствителността на бихромирания желатин само към късите дължини на вълната – ултравиолетово, виолетово, синьо. За дължините от зеления спектър, чувствителността на бихромирания желатин рязко спада, като за жълтите, оранжевите и червените лъчи тя е на практика нулева. За да се коригира този проблем в емулсията на бихромирания желатин се вкарват специални багрила (сенсибилизатори), които поглъщат лъчите от зеления, жълтия и червения спектър и правят възможен записът на холограми с лазери, генериращи в областите на големите дължини на вълната. Въпреки това чувствителността на бихромирания желатин към червената и зелена дължина на вълната остава няколко порядъка по-ниска от чувствителността към късите дължини от спектъра на светлината. Съществен недостатък на средите на основата на бихромиран желатин е и невъзможността за промишлено производство поради изключително краткия им срок на годност – от порядъка на няколко седмици, което допълнително ограничава масовата им употреба.